# 朱廷薰
朱廷薰（？—？），安徽省安慶府太湖縣人，清朝政治人物、進士出身。

## 生平
光緒十五年（1889年），参加光緒己丑科殿試，登進士二甲97名。同年五月，改翰林院庶吉士。光緒十六年四月，散館，授翰林院編修。